# And I Found This Boy
"And I Found This Boy" är en sång av den svenska artisten Maia Hirasawa från 2007. Låten utgör spår nummer fem på hennes debutalbum Though, I'm Just Me (2007), men utgavs också som singel samma år.

## Låtlista
1. "And I Found This Boy" - 3:23
2. "A Year with You" - 3:43

## Listplaceringar
| Lista (2008) | Topplacering |
| ------------ | ------------ |
| Sverige      | 56           |

### Fotnoter
1. ↑  ”Though, I'm Just Me”. Discogs.com. http://www.discogs.com/Maia-Hirasawa-Though-Im-Just-Me/release/965432. Läst 18 juni 2012.
2. ↑  ”And I Found This Boy”. Razzia Records. Arkiverad från originalet den 26 april 2013. http://archive.today/2013.04.26-235534/http://www.klicktrack.com/razzia/releases/maia-hirasawa/and-i-found-this-boy. Läst 18 juni 2012.
3. ↑  Listplacering